# Tiến Quân Ca
Tiến quân ca (von chin. 進軍歌 Gesang der vorrückenden Truppen) ist die Nationalhymne der Sozialistischen Republik Vietnam seit dem Jahr 1946, als Vietnam noch eine demokratische Republik war. Eigentlich besteht die derzeitige Hymne nur aus der 1. Strophe des Marsches der vorrückenden Truppen. Komponist und Textschreiber ist Văn Cao (1923–1995). Gleich nach der Veröffentlichung des Liedes wurde es zum Hauptlied der Việt Minh. In der Zeit der „Augustrevolution“ im Jahr 1945 wurde statt des Verses „Đoàn quân Việt Nam đi“ („Truppen Vietnams marschieren“) bei den „Việt Minh“ gesungen “Đoàn quân Việt Minh đi” („Truppen der Việt Minh marschieren“).

## Veröffentlichung
Im Winter des Jahres 1944 traf Văn Cao Herrn Vũ Quý, ein Kader der Việt Minh, im Hanoier Bahnhof. Vũ Quý selbst ist ein Bekannter von Văn Cao, welcher ihn dazu brachte patriotische Lieder wie Đống Đa, Thăng Long hành khúc ca, …. Vũ Quý empfahl Văn Cao sich von den Revolutionsaktivitäten fernzuhalten, um einen Marsch für die Truppen der Việt Minh zu schreiben.
Văn Cao schrieb das Lied in der Nguyễn-Thượng-Hiền-Straße 45. Er schrieb auch in einer Genehmigung aus dem Juli 1976 wie folgt: „… Ich schreibe derzeit ein Lied. Ich kenne noch nicht die Basis für den Marsch, ich kenne nur die Straßen Ga-Straße, Hàng-Bông-Straße, Bờ-Hồ-Straße nach meiner Art und Weise her. Ich durfte noch kein einziges Mal einen von unseren Revolutionskämpfer treffen und herausfinden, wie sie das Lied interpretieren. Ich überlege gerade, ein einfach zu singendes Lied zu schreiben…“.
Văn Cao sagte, dass der Liedtitel und der Liedtext eine Fortsetzung des Liedes Thăng Long hành khúc ca: „Zusammen zurück zur Festung Thăng Long“ und des Liedes Đống Đa: „Lied der vorrückenden Truppen welche im Dschungel aufschreien“ … solle. Er bildete mit beiden Liedern das Lied Marsch der vorrückenden Truppen.
Nachdem das Lied fertig geworden war, traf Văn Cao Vũ Quý nochmals, um ihn das Lied vorzusingen. Vũ Quý war begeistert und beauftragte Văn Cao selber das Lied auf einer Druckversion zu verewigen. Das Lied Tiến quân ca wurde nun endlich auf der Kulturseite der Zeitung Độc Lập im November 1944 mit Hilfe der Druckversion von Văn Cao gedruckt. Als Nguyễn Đình Thi dieses Lied hörte, war er gerührt und empfahl jedem, ein Lied über die Việt Minh zu schreiben. Deshalb schrieb Nguyễn Đình Thi das Lied Diệt phát xít (Bringt die Faschisten um). Văn Cao schrieb nochmals ein Lied mit dem Namen Chiến sĩ Việt Nam (Soldaten Vietnams). Beide Lieder wurden in der Öffentlichkeit weit verbreitet.

## Nationalhymne
Am 13. August 1945 untersuchte Hồ Chí Minh offiziell das Lied Tiến quân ca, um es zur Hymne der Demokratischen Republik Vietnam zu machen. Am 17. August 1945 wurde es beim Treffen der Bevölkerung vor der Oper Hanois gespielt. Beim Opernplatz wurde am 19. August 1945 Vietnams Flagge zu seiner Melodie gehisst.
Am 2. September 1945 wurde das Lied Tiến quân ca offiziell am Tag der Unabhängigkeitserklärung am Ba-Đình-Platz vom Befreiungsorchester unter dem Dirigenten Đinh Ngọc Liên aufgeführt. Ein Tag vor der Aufführung trafen sich die Musiker Đinh Ngọc Liên und Nguyễn Hữu Hiếu mit Văn Cao, um noch kleinere Änderungen daran vorzunehmen.
Im Jahr 1946 beschloss das Parlament, das Lied zur Hymne zu machen. In der ersten Verfassung Vietnams wurde festgeschrieben: „Die Nationalhymne ist das Lied Tiến quân ca“. Im Jahr 1955 wurde beim fünften Treffen des Parlaments der Komponist eingeladen, einige Passagen der Hymne zu ändern.
Auch nach der Vereinigung der beiden Landeshälften zur Sozialistischen Republik Vietnam am 2. Juli 1976 blieb Tiến quân ca die Nationalhymne. Im Jahr 1981 wurde beschlossen, die Hymne zu ändern. Ein Wettbewerb wurde nach mehr als einem Jahr eröffnet. Dieser Wettbewerb brachte kein Ergebnis. Das Lied Tiến quân ca ist bis heute die Hymne Vietnams.
| Vietnamesischer Originaltext | Deutsche Übersetzung |
| --- | --- |
| Đoàn quân Việt Nam đi Chung lòng cứu quốc Bước chân dồn vang trên đường gập ghềnh xa Cờ in máu chiến thắng mang hồn nước, Súng ngoài xa chen khúc quân hành ca. Đường vinh quang xây xác quân thù, Thắng gian lao cùng nhau lập chiến khu. Vì nhân dân chiến đấu không ngừng, Tiến mau ra sa trường, Tiến lên, cùng tiến lên. Nước non Việt Nam ta vững bền. | Truppen Vietnams marschieren, um vereint die Nation zu retten. Die Schritte auf einem weiten, unwegsamen Pfad. Die in Blut getränkte Flagge für die Nation. Die weiten Waffen mischen sich mit dem Lied der Truppen. Der große Sieg führt über die feindliche Toten. Mit dem mühevollen Sieg werden Kampfgebiete geschaffen. Ein unermüdlicher Kampf für das Volk. Zügig zum Schlachtfeld. Vorrücken, zusammen vorrücken! Für ein ewiges Vietnam. |
| Đoàn quân Việt Nam đi Sao vàng phấp phới Dắt giống nòi quê hương qua nơi lầm than Cùng chung sức phấn đấu xây đời mới, Đứng đều lên gông xích ta đập tan. Từ bao lâu ta nuốt căm hờn, Quyết hy sinh đời ta tươi thắm hơn. Vì nhân dân chiến đấu không ngừng, Tiến mau ra sa trường, Tiến lên, cùng tiến lên. Nước non Việt Nam ta vững bền.                  | Truppen Vietnams marschieren. Der gelbe Stern weht, führt unsere Heimat aus dem Elend Mit vereinten Kräften wird für ein neues Zeitalter gekämpft. Zusammen erhebend zerschmettern wir unsere Ketten. Lange unterdrückten wir unseren Hass. Entschlossen bereit unser wundervolles Leben zu opfern. Ein unermüdlicher Kampf für das Volk. Zügig zum Schlachtfeld. Vorrücken, zusammen vorrücken! Für ein ewiges Vietnam.                          |